# Electronic Flight Instrument System

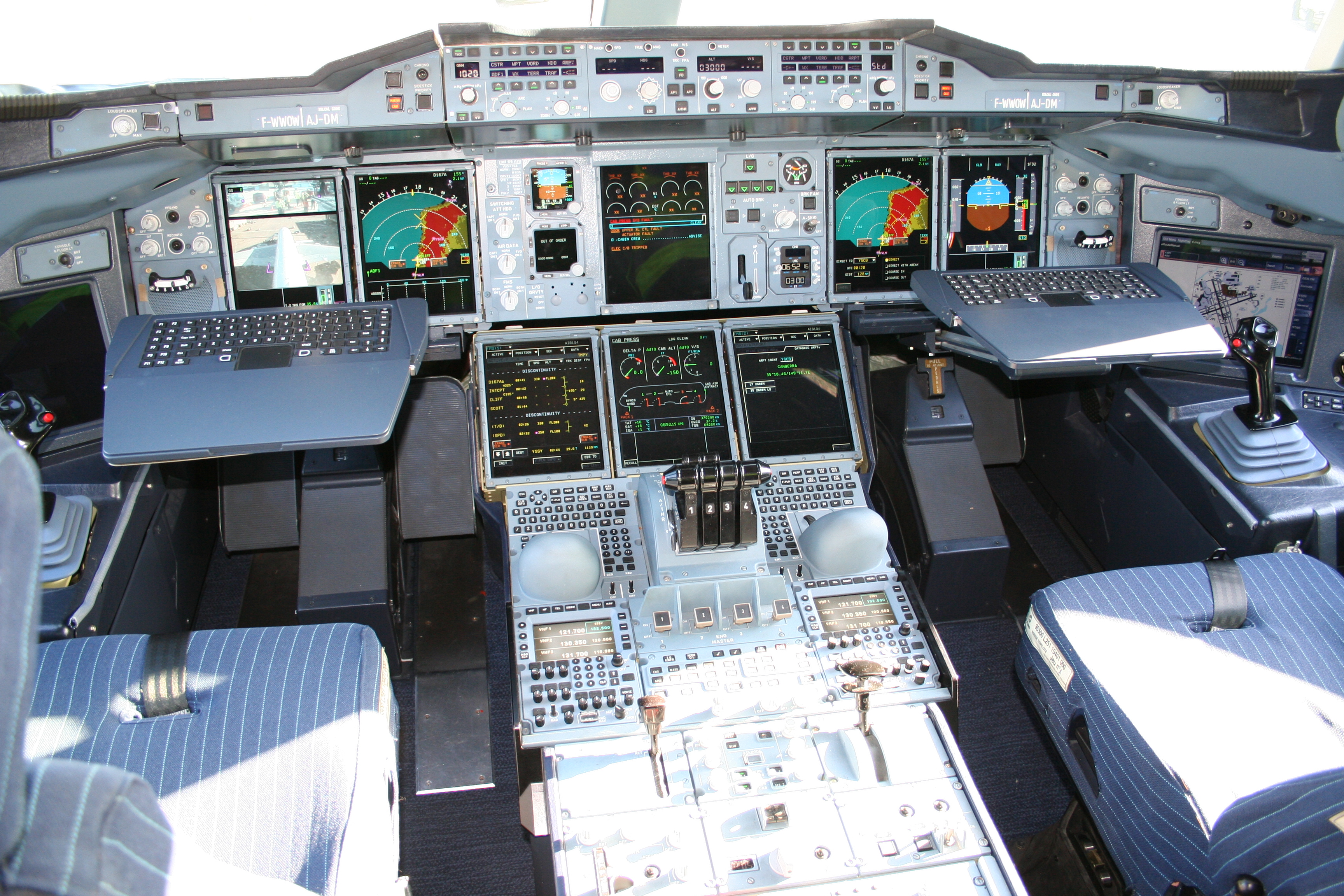
EFIS su un Airbus A380

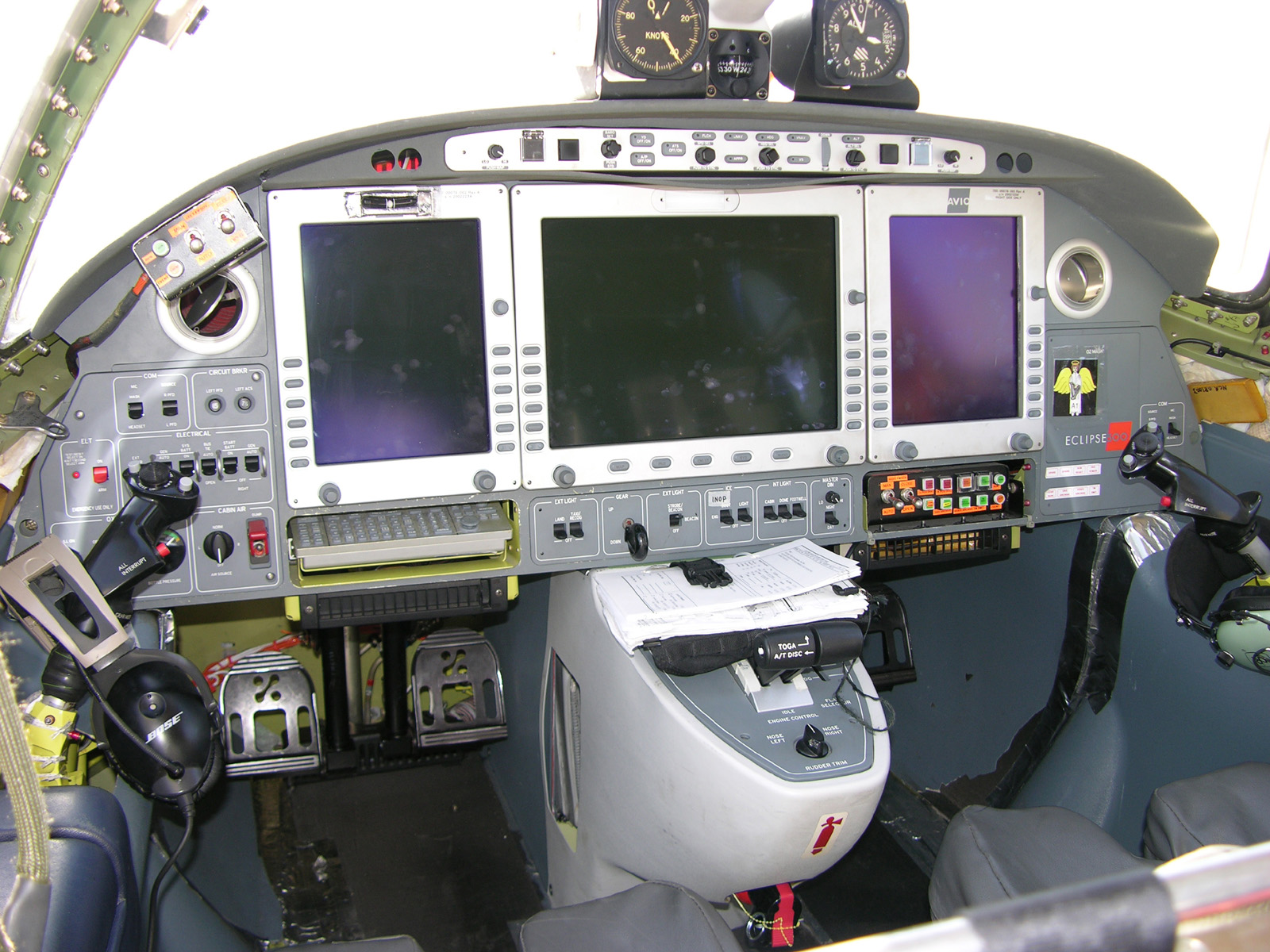
EFIS su un Eclipse 500

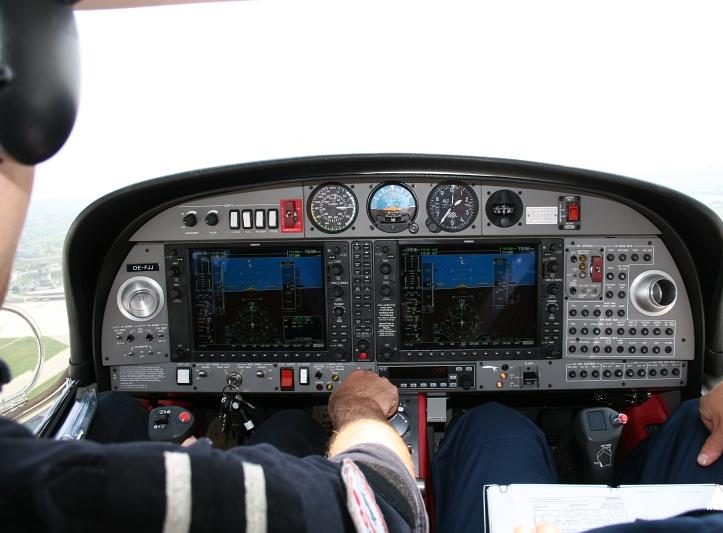
Garmin G1000 su un Diamond DA42

L'Electronic Flight Instrument System (EFIS) è un sistema di strumenti di bordo, rientrante nella filosofia del glass cockpit, in cui le informazioni sono presentate ai piloti in forma digitale su schermi LCD o CRT piuttosto che elettromeccanica.
I complessi indicatori elettromeccanici di assetto e della situazione orizzontale (HSI) furono i primi a essere rimpiazzati dall'EFIS.

## Panoramica
La composizione dell'EFIS varia di molto a seconda del tipo di aeromobile su cui è installato. Un aereo dell'aviazione generale può essere equipaggiato anche con un solo display su cui sono mostrati i parametri di volo e le indicazioni di navigazione. Gli aerei da trasporto civile, invece, possono avere anche sei o più schermi.
In via schematica si può riassumere un EFIS nei suoi componenti fondamentali: schermi, controlli ed interfacce digitali.

## Schermi
In una cabina di pilotaggio, la parte più evidente di un sistema EFIS è la presenza dei monitor, che è anche il motivo del nome di "glass cockpit" che viene dato a questa configurazione.
L'EFIS è normalmente costituito di un primary flight display (PFD), di uno schermo digitale multifunzione (MFD) e uno schermo EICAS (Engine Indicating and Crew Alerting System) su cui sono indicati i parametri dei motori e i messaggi di allerta per i piloti. Sebbene gli schermi a raggi catodici (CRT) fossero stati i primi ad essere introdotti, oggi sono i display a cristalli liquidi ad essere più usati grazie alle loro doti di leggerezza e affidabilità. Molto spesso i monitor sono fisicamente identici tra loro e la particolare funzione che devono svolgere (PFD o MFD piuttosto che schermo EICAS) è determinata dall'interfaccia alla quale sono collegati, in modo da ottimizzare la gestione delle parti di ricambio.

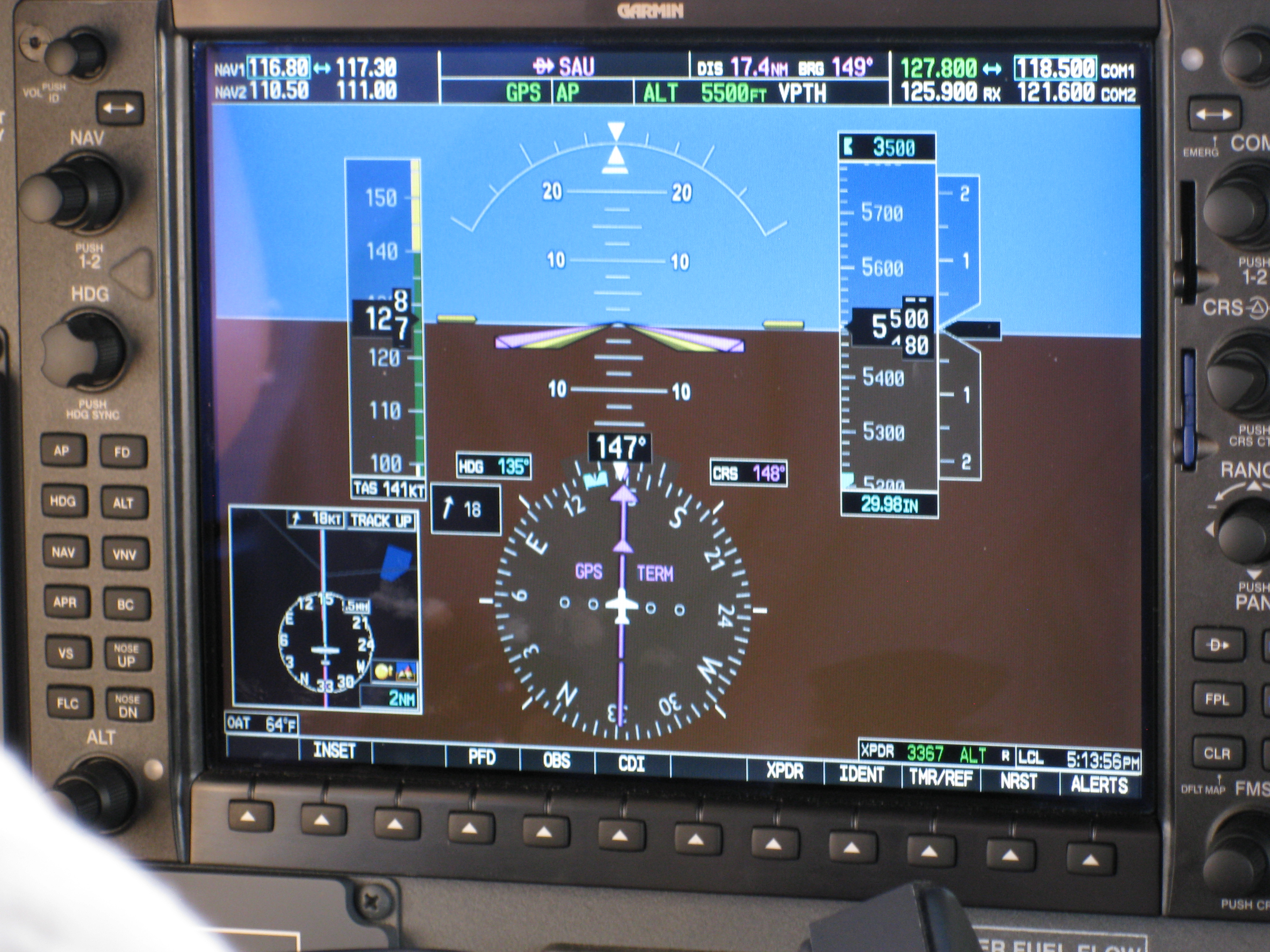
Un Primary Flight Display di un glass cockpit Garmin G1000

### Primary Flight Display (PFD)
L'unità che prende il posto dell'orizzonte artificiale è chiamata primary flight display (PFD). Se l'indicatore della situazione orizzontale (HSI) è mostrato su uno schermo separato, quest'ultimo viene chiamato schermo di navigazione (o navigation display). Sul PFD sono riportate tutte le informazioni critiche per la condotta del velivolo, incluse la velocità, l'altitudine, la prua, l'assetto e il rateo di salita, condensando in un unico spazio le informazioni di 6 strumenti altrimenti distinti a vantaggio della cosiddetta situational awareness, ossia la percezione della situazione dell'aeromobile rispetto all'ambiente circostante da parte dei piloti. In caso di anomalia nei parametri (tipo bassa velocità, eccessivo rateo di discesa etc.) il sistema può anche evidenziarlo in colori differenti o cambiando la forma dell'indicatore o con avvisi sonori per avvertire l'equipaggio.

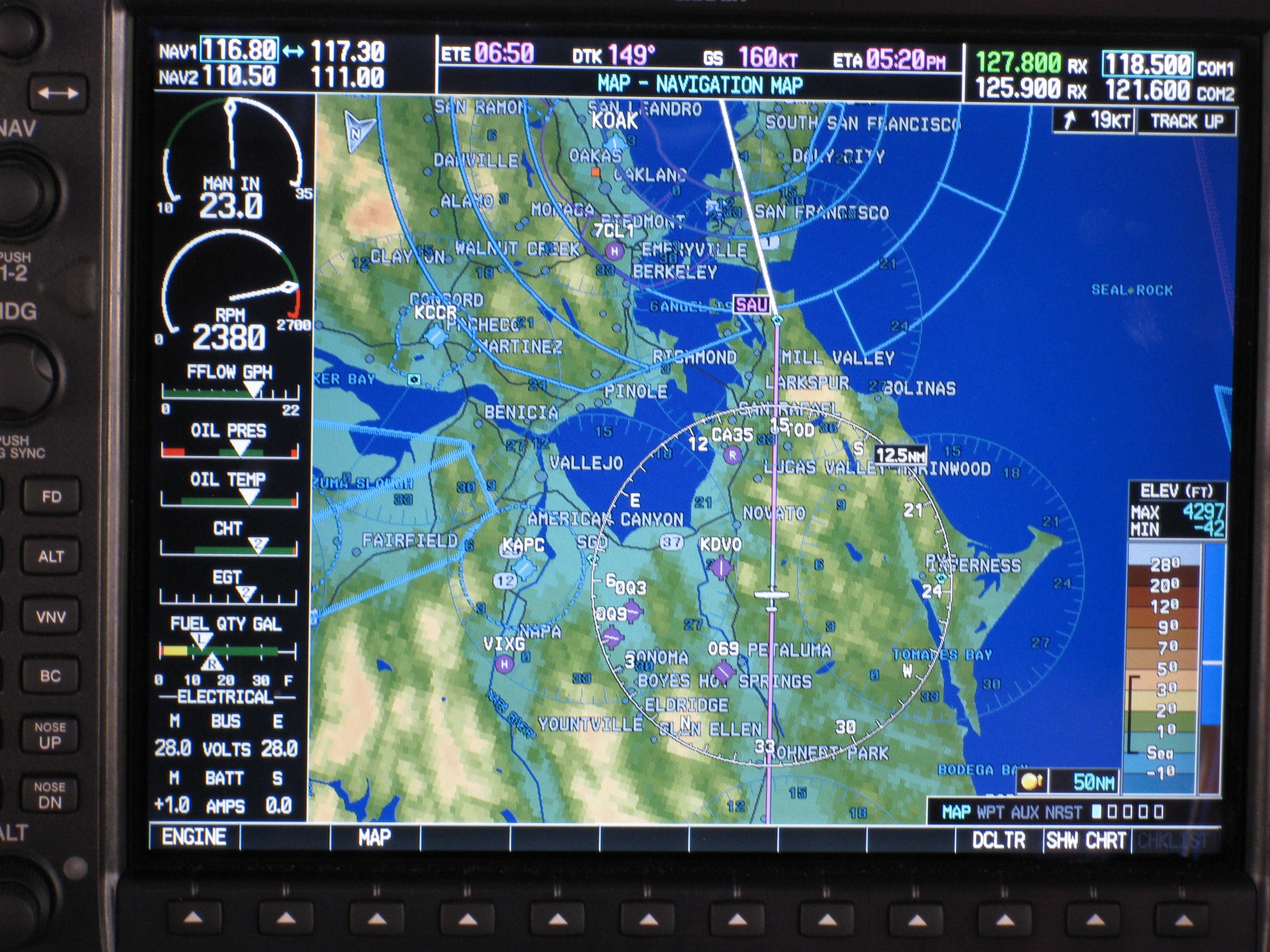
Uno schermo MFD di un Garmin G1000 che mostra indicazioni di navigazione e i diversi parametri di funzionamento del motore

### Multi-Function Display (MFD) / Navigation Display (ND)
Lo schermo multifunzione (MFD) mostra informazioni meteo e di navigazione attingendo da diversi sistemi di bordo. I più recenti permettono anche la gestione cartografica, sovrapponendo alla mappa di navigazione differenti informazioni quali rotta prevista, informazioni meteo ricevute dal radar di bordo o da stazioni di terra e la posizione e direzione di aeromobili nelle vicinanze.
Inoltre, anche sull'MFD, si possono visualizzare le informazioni relativi ai vari impianti del velivolo, quali sistema elettrico, pneumatico, impianto carburante, comandi di volo e altri (vedi anche EICAS più avanti). Come per il PFD, anche sull'MFD eventuali anomalie nei parametri vengono evidenziate con opportuni colori o avvisi acustici.

### Engine Indications and Crew Alerting System (EICAS) / Electronic Centralized Aircraft Monitoring (ECAM)
L'EICAS (Engine Indications and Crew Alerting System) è dedicato alle informazioni relative ai motori e ai sistemi di bordo. Le schermate dell'EICAS sono spesso disegnate in modo da riportare un disegno schematico dell'impianto con indicati i valori dei parametri di funzionamento delle sue varie componenti, aggiornato in tempo reale.
L'EICAS migliora la situational awareness fornendo ai piloti informazioni complesse in un semplice formato grafico e allertando l'equipaggio in caso di situazione anormali o di emergenza. Ad esempio, se la pressione dell'olio di un motore diminuisce in maniera anomala, l'EICAS emette un avviso sonoro, presenta su uno schermo la pagina relativa allo schema dell'impianto dell'olio ed evidenzia in rosso il parametro anomalo. I moderni sistemi EICAS sono progettati secondo una filosofia dark cockpit, secondo la quale al pilota vengono presentate solo informazioni strettamente necessarie al volo, mentre i parametri di funzionamento degli impianti sono gestiti in background da controllori digitali e vengono evidenziati sugli schermi o con avvisi acustici unicamente in caso di avarie o anomalie.
L'ECAM è un sistema similare sviluppato da Airbus che in aggiunta a quanto mostrato dall'EICAS, fornisce anche possibili soluzioni all'eventuale inconveniente che si dovesse presentare.

## Pannelli di controllo
I piloti hanno a disposizione dispositivi di input (tastiere, manopole, trackball, pulsantiere) con i quali possono inserire o selezionare modi di funzionamento o inserire valori (tipo la prua selezionata per l'autopilota).
Una volta che i piloti hanno inserito un dato, l'EICAS si occupa di replicarlo su tutti i dispositivi interessati. Ad esempio quando il pilota seleziona l'altitudine desiderata, L'EFIS aggiorna il bug relativo sul PFD, l'autopilota si regola di conseguenza e il sistema di controllo dell'altitudine viene informato del nuovo valore di altitudine desiderato per eventuali avvisi di anomalie nel profilo di discesa o salita.

## Interfacce digitali
Tutti i dati che devono essere rappresentati sugli schermi EFIS passano attraverso ad un'interfaccia (il symbol generator) che converte i segnali digitali provenienti da sensori, air data computer, radar e altre fonti di dati digitali in modo da presentarli sui display nel formato grafico previsto. Il symbol generator è un vero e proprio driver hardware che si occupa anche di verificare che i dati che arrivano dai vari bus siano coerenti e integri.

## Monitoraggio
Come per i normali personal computer, anche il sistema della strumentazione di volo ha capacità di controllo del corretto funzionamento dei suoi componenti all'accensione e una continuo monitoraggio durante il funzionamento. Il sistema, inoltre, verifica anche che ogni sensore fornisca dati validi, che le informazioni provenienti da più sensori simili siano coerenti tra loro ed è anche in grado di rilevare malfunzionamenti dei suoi componenti.
I tradizionali sistemi di rappresentazione elettromeccanica erano dotati di un apposito meccanismo di sincronizzazione che, in caso di eccessiva differenza tra i valori mostrati sugli strumenti del pilota e del copilota, avvisavano della possibile avaria di uno dei due strumenti o della relativa catena di controllo.

### Controllo comparativo
Con l'EFIS, la funzione di comparazione è molto semplice. Grazie alla ridondanza, ogni misura arriva al sistema da due sensori distinti o da due canali digitali separati all'interno dello stesso sensore. Nel caso questi due valori siano discordanti, l'EFIS avverte i piloti con un segnale audio e un messaggio sui PFD. L'unità dedicata a questo tipo di controlli è chiamata Fault Warning Computer (FWC).

### Verifica display
Dal momento che non è facile ritrasmettere e verificare ciò che effettivamente compare su uno schermo EFIS, i display sono costruiti nella maniera più semplice, in modo che l'elettronica presente nel monitor non possa introdurre errori nella visualizzazione dei dati. In caso di avaria del display, l'unità smette di funzionare e il symbol generator, mediante il FWC attiva il corrispondente messaggio d'errore sugli schermi rimanenti. Il FWC, poi, controlla a sua volta i symbol generator del pilota e copilota, verificando che non ci siano discrepanze nei dati da loro inviati ai rispettivi schermi.

## Fattore umano

### Affollamento delle informazioni
A seconda della fase di volo il pilota ha necessità di alcune informazioni piuttosto che di altre. Idealmente, al pilota, dovrebbero essere presentate solo quelle effettivamente necessarie in quel momento, permettendogli una maggiore concentrazione. Nella strumentazione tradizionale, invece, tutte le informazioni sono sempre presenti, contribuendo ad aumentare la distrazione dei piloti.
Con l'EFIS, alcune indicazioni, (ad esempio le vibrazioni del motore), possono non essere mostrate durante le normali fasi di volo, ma se i limiti operativi vengono superati il sistema ne evidenzierà i valori. Allo stesso modo l'EFIS è programmato in modo da mostrare gli indicatori del sentiero di discesa solo durante un avvicinamento ILS.
Nel caso di avaria di uno strumento elettromeccanico compare un ulteriore indicatore (tipicamente una barra o una bandierina). Nel caso dell'EFIS, invece, la sezione che contiene le informazioni non valide viene oscurato e sostituito con un appropriato avvertimento (in genere una X rossa).
Nel caso si renda necessario attirare l'attenzione del pilota su eventi particolarmente pericolosi o durante delle emergenze, molte informazioni non necessarie vengono eliminate, in modo tale che il pilota abbia sott'occhio solo i parametri necessari al governo del velivolo.

### Colori
I colori sono sempre stati usati sugli indicatori tradizionali, ma è solo con l'avvento dell'EFIS che si è avuta la possibilità di variarli in tempo reale a seconda delle necessità. Ad esempio nella schermata di navigazione i colori degli elementi grafici forniscono indicazioni sulla provenienza dei dati, con indicatori verdi che identificano sorgenti VOR e sistemi ILS e magenta per la navigazione GPS, così come, durante un avvicinamento ILS, la relativa indicazione passa da blu (sistema attivato) a verde quando il sentiero è stato agganciato dall'autopilota.

## Vantaggi
L'EFIS è un sistema versatile, in quanto aggira alcune delle limitazioni fisiche degli strumenti tradizionali. Lo stesso schermo può mostrare la rotta prevista dal sistema di navigazione, con in sovraimpressione la mappa di navigazione dello spazio aereo o la situazione meteo fornita dal radar di bordo.
La flessibilità è garantita dalla possibilità di modificare il sistema via software invece che cambiando la disposizione o il tipo della strumentazione elettromeccanica. Aggiornamenti software, ad esempio, hanno consentito a partire dagli anni novanta, l'introduzione dell'enhanced GPWS, e del TCAS.
Un certo grado di ridondanza permette anche, in caso di avaria di uno schermo, di trasferire le informazioni perse su un display ancora funzionante, ad esempio riversando parte delle indicazioni di un PFD su un MFD (o viceversa).

## Sviluppo dell'EFIS
Verso la fine degli anni ottanta, l'utilizzo della strumentazione digitale divenne lo standard nell'equipaggiamento della maggior parte degli aerei da trasporto di Boeing e Airbus. Il primo EFIS completo fu adottato nel 1990 dalla McDonnell Douglas per il suo MD-11.
I recenti progressi nel campo dei microprocessori e l'abbassamento dei costi nella produzione di display a cristalli liquidi e sensori di navigazione (tipo GPS), hanno permesso l'estensione di queste tecnologie anche ai piccoli aerei dell'aviazione generale, con soluzioni che possono essere adattate a velivoli anche molto differenti tra loro, basti pensare, ad esempio, al glass cockpit Garmin G1000 che può equipaggiare indifferentemente un velivolo monomotore a pistoni così come un business jet bimotore tipo il Cessna Mustang.